# نوتولن
نوتولن (به آلمانی: Nottuln) یک شهر در آلمان است که در Coesfeld واقع شده‌است. نوتولن ۲۰٬۲۵۳ نفر جمعیت دارد.

## خواهرخوانده
شهرهای سنت-اماند-منتخند و Chodzież خواهرخوانده‌های نوتولن هستند.